# Эвелий
Эвелий — святой мученик. День памяти — 11 мая.
Имя святого Эвелия (или Эвеллия) появляется только в пассии святого Торпета, офицера римской армии Нерона, уроженца Пизы и обезглавленного в 68 году за отказ принести жертву богине Диане.
Святой Эвелий, который был советником императора, присутствовал на суде над офицером и, увидев исповедника веры, остававшегося чудесным образом невредимым во время различных испытаний и мучений, которым он подвергался, был поражен этим и «уверовал во Христа». Он покинул двор Нерона и бежал в Рим, но здесь был схвачен, а затем обезглавлен 27 апреля, скорее всего, 69 года.
Сначала агиографы Рабан Мавр и Ноткер внесли его имя в свои мартирологи на дату 11 мая, возможно, введенные в заблуждение прочтением древнего Жития святого Торпета.
Чезаре Баронио (1538—1607), составитель Римского мартиролога, продолжал поминать святого 11 мая.
Как утверждается в, имя Эвелий (Evelio) происходит от латинского Hevelius и является именем этнического происхождения, что означает «выходец или житель Гавела», что неподалеку от Бранденбурга, в чём, впрочем, имеются сомнения.